# Linke (Partei)
Linke war der Name eines österreichischen Wahlbündnisses, das bei der Nationalratswahl 2008 zum ersten Mal antrat und mit insgesamt 2.138 Stimmen ein Ergebnis von 0,044 % erzielte. Die Forderungen für den Wahlkampf umfassten konkrete Schritte gegen die Preisteuerungen, ein Mindestlohn von 1100 Euro, eine Volksabstimmung bei Änderung des EU-Vertrags (siehe Vertrag von Lissabon) sowie Lohnerhöhungen und freier Bildungszugang. Ziel des Wahlbündnisses war der Aufbau einer neuen Kraft links von SPÖ und Grünen. Fernziel soll die Überwindung des Kapitalismus durch eine sozialistische Demokratie sein.

## Politisches Profil
Das Bündnis wurde im Sommer 2008 gegründet und setzt sich aus Organisationen und Einzelpersonen unterschiedlicher politischer Richtungen zusammen. Darunter finden sich die ATIGF, die DIDF, die Kommunistische Initiative, die Liga der Sozialistischen Revolution und die Sozialistische Linkspartei sowie einige Betriebsräte und Aktivisten aus anderen Bereichen wie beispielsweise David Stockinger (Mitglied des Landesvorstandes der SJ Niederösterreich), der Kabarettist Simon Pichler oder der Sozialanthropologe Leo Gabriel, Spitzenkandidat der KPÖ-nahen LINKE Liste bei der Europawahl 2004.
Mittelfristiges Ziel des Bündnisses ist der Aufbau einer neuen politischen Kraft links von SPÖ, Grünen und LIF, „die aktiv vor und nach“ Wahlen „gegen Sozialabbau und Rassismus auftritt“. Die SPÖ wird für die „Privatisierung der Verstaatlichten, Stellenabbau im öffentlichen Dienst, rassistische Ausländergesetze und Kürzungen im Bildungswesen“ verantwortlich gemacht. Die Grünen haben nach Aussage von Spitzenkandidatin Sonja Grusch in Oberösterreich „gegen die Gleichstellung homosexueller Partnerschaften gestimmt“ und seien dort „in der Regierung verantwortlich für die Privatisierung der Energie AG“. In ihrem Programm bekennt sich das Bündnis zum Aufbau einer sozialistischen Gesellschaft „ohne Ausbeutung von Mensch und Natur und ohne Unterdrückung“.

## Geschichte
Beim ersten Treffen am 5. Juli 2008 bezeichnete sich das Linksprojekt noch als „linker Ratschlag“. Das Wahlbündnis sieht sich als Teil einer internationalen Entwicklung, wo in verschiedenen Ländern neue linke Formationen entstehen, wie zum Beispiel in Deutschland die Partei Die Linke. Der Fokus liegt dabei auf enttäuschten Wählern und Aktivisten der Sozialdemokraten und der Grünen sowie Aktivisten diverser sozialer Bewegungen. Für den Aufbau einer solchen neuen Partei sieht man die Kandidatur bei den Nationalratswahlen 2008 als ersten Schritt. Zu Beginn stand die Kommunistische Partei Österreichs für ein solches Bündnis bereit. Allerdings entschied sie sich auf Grund von bestehenden programmatischen Differenzen letztlich zur eigenständigen Kandidatur  und erzielte mit 34.107 Stimmen (0,8%) weit mehr als die erstmals angetretene „Linke“.
Am 7. Juli 2008 kündigte die ÖVP die Koalition mit der SPÖ auf und Neuwahlen wurden ausgerufen. Daraufhin fand am 19. Juli ein Treffen statt, zu dem unter anderem die Sozialistische Linkspartei, die Liga der Sozialistischen Revolution sowie Vertreter des Austrian Social Forum eingeladen hatten. Auf diesem bundesweiten Treffen wurde das Antreten zu den Wahlen mit überwältigender Mehrheit der über 100 Teilnehmer beschlossen. Es wurde ein Team aus Koordinatoren gewählt.
Am 13. August 2008 wurde bekannt gegeben, dass die 500 nötigen Unterstützungserklärungen für ein Antreten bei der Nationalratswahl in Wien erreicht wurden. In Salzburg wurde die Kandidatur mit den erforderlichen 200 Unterstützungserklärungen am 19. August eingereicht. Insgesamt trat die Linke bei den Nationalratswahlen in Österreich in fünf Bundesländern an: Burgenland, Oberösterreich, Salzburg, Tirol, Wien. Die Partei verfehlte in allen Wahlkreisen das Grundmandat (dafür wären ca. 20.000–30.000 Stimmen  in einem Wahlkreis nötig gewesen) als auch die bundesweite 4%-Hürde.